# Obrium brevicorne
Obrium brevicorne  (лат.) — вид жесткокрылых насекомых из семейства усачей (Cerambycidae). Это близкий вид усачу Obrium cantharinum, от которого он отличается более вытянутой чётко пунктированной переднеспинкой, глубокой крупной пунктировкой надкрылий. Лёт жуков длится с конца июня по середину августа; пик численности взрослых особей в первой половине июля. В ясене с Obrium brevicorne нередко развиваются личинки и других усачей, это Axinopalpis gracilis и Rhopaloscelis bifasciatus.

## Распространение
Распространён на юго-востоке Западной Европы, в Сирии, Малой Азии, Корее и Японии.

## Описание
Взрослый жук в длину достигает 6-9 мм. Яйцо длиной 1,2 мм и в поперечнике 0,45 мм. Длина тела личинки старшего возраста до 14 мм, ширина головы 1,6 мм; отличается от личинки родственного вида Obrium cantharinum сглаженными выступами на переднем крае гипостомы, сильно вытянутым брюшком, наличием жёлтой поперечной полоски у переднего края переднеспинки. Куколка легко узнаётся наличием игловидных шипиков на переднеспинке и по крупным шипикам на вершине седьмого тергита брюшка.

## Развитие
Куколочную колыбельку молодые жуки покидают с уже развитыми половыми железами. Вскоре после выхода из колыбельки жуки спариваются и затем откладывают яйца. В июле и августе из яиц появляются личинки. Молодые личинки вбуравливаются в кору кормовой породы, прокладывают под корой продольный, нередко извилистый ход. Ход проделываемый личинкой забивается буровой мукой. Ходы резко отпечатываются на заболони. Колыбельку личинка последнего возраста делает в конце хода в верхнем слое древесины и в ней окукливается.
Вес личинки варьирует от 13 до 26 мг, куколки — от 12 до 24 мг, молодого жука (только что покинувшего колыбельку) — 10-19 мг.

## Экология
Встречается этот вид в широколиственных лесах. Экологически связан с ясенем (Frxinus). Obrium brevicorne заселяет вершины и сучья усыхающих и физиологически ослабленных деревьев. Кормовыми породами являются чаще всего ясень (Frxinus) и редко — клён (Acer).

## Изменчивость
В виде выделяют типичную форму и одну аберрацию.
- O. b. f. typica — тело от смоляно-бурого до чёрного цвета; негусто покрыто довольно длинными, косо приподнятыми, желтоватыми волосками. Надкрылья бледно-буро-жёлтые. Ноги и усики коричневатые. Переднеспинка нередко коричневая[2].

| Аберрации            | Автор | Описание                                                                         |
| -------------------- | ----- | -------------------------------------------------------------------------------- |
| O. b. ab. pallidipes | Pic   | Как типичная форма, но ноги светлые, от желтоватого до красновато-жёлтого цвета. |